# Morphocorynus nigricollis
Morphocorynus nigricollis es una especie de coleóptero de la familia Attelabidae.

## Distribución geográfica
Habita en Japón, Corea y Rusia.